# Mark González
Mark Dennis González Hoffman (n. 10 iulie, 1984 în Durban, Africa de Sud) este un jucător chilian de fotbal. În acest moment el evoluează la clubul spaniol Real Betis.